# Andreas Tscherning
Andreas Tscherning (* 18. November 1611 in Bunzlau, Fürstentum Schweidnitz; † 27. September 1659 in Rostock, Mecklenburg-Schwerin) war ein deutscher Lyriker, Kirchenlieddichter und Literaturtheoretiker in der Nachfolge von Martin Opitz.

## Leben
Tscherning besuchte das Gymnasium in Görlitz und setzte seine Ausbildung 1631 bis 1635 in Breslau fort. Von 1635 bis 1636 studierte er mit einem Stipendium seiner Heimatstadt an der Universität Rostock Philologie und Philosophie. Danach verdiente er seinen Lebensunterhalt als Hauslehrer in Breslau. Maßgeblich wurde er hier von dem Dichter-Komponisten Matthäus Apelles von Löwenstern unterstützt. 1641 lieferte er mit den „Sprüchen Alis“ („Centuria Proverbiorum Alis Imperatoris Muslemici distichis Latino-Germanicis expressa ab Andrea Tscherningio Cum Notis brevioribus“) die erste deutsche Übersetzung einer arabischen Dichtung. Danach kehrte er nach Rostock zurück, wo er seine Studien mit dem Magister beendete und ab 1644 als Nachfolger von Peter Lauremberg Professor für Poesie wurde. Er trat als Lyriker hervor, die Bände „Deutscher Gedichte Frühling“ von 1642 und „Vortrab des Sommers deutscher Getichte“ von 1655 trugen ihm den Titel eines „deutschen Horaz“ ein. Von nachhaltiger Wirkung war seine Poetik „Unvorgreifliches Bedenken über etliche Mißbräuche in der deutschen Schreib- und Sprachkunst, insonderheit der edlen Poeterei“ aus dem Jahr 1659. Einige seiner Gedichte fanden Eingang in evangelische Kirchengesangbücher, insbesondere das Lied Du sollst in allen Sachen mit Gott den Anfang machen.

## Leseprobe
Ein Baum redet den Menschen an.
Was mit hat der Herbst genommen
Kan ich wieder neu bekommen /
Wann deß Frülings Vater bläst;
Mensch / du kriegest auff begehr
Deinen Geist nicht wieder her /
Wann er einmal dich verläst.
Meine starcke Wurtzeln machen
Daß ich mag der Winde lachen:
Du hingegen sinckest hin /
Wann nur etwan über feld
Sud nicht gleiches wetter helt /
oder böse dünste ziehn.
Bin ich einmal gut beklieben /
Und für schaden frey geblieben /
So besteh' ich lange frist:
Aber du wirst abgemeyt
Offt in deiner frülingszeit /
Wann du kum gebohren bist.